# Lionel Bah
Pour les articles homonymes, voir Bah.
Lionel Bah, né le 2 février 1980 à Oullins, était un footballeur international ivoirien qui jouait au poste de milieu défensif. Il devient entraîneur à l'issue de sa carrière.
Né à Oullins dans le Rhône, Lionel Bah évolue comme milieu défensif d'abord a Louhans-Cuiseaux. international ivoirien, Bah réalise la majeure partie de sa carrière en France avant de devenir entraîneur à sa retraite. Il commence sur les bancs d'équipes de jeunes à l'US Feurs et à Andrézieux avant d'entrainer l'AS Saint-Priest puis Compiègne. Il entraîne Lyon-La Duchère depuis Juin 2024.

## Biographie

### Carrière de joueur
Lionel Bah est un joueur franco-ivoirien né le 2 février 1980 à Oullins, en France. Il joue 16 matchs en Ligue 1, 90 matchs en Ligue 2 et inscrit au total 5 buts.
Le 29 septembre 2007, sans contrat depuis la relégation de Créteil en National, il s’engage en faveur du club de Boulogne-sur-Mer.
Il s'engage en juin 2008 à l'APOP Kinyras Peyias FC, club de première division chypriote.
Lors de l'intersaison 2009, il participe au stage de l'UNFP destiné aux joueurs sans contrat.
En juin 2010, après une expérience à l'étranger en Chypre et en Roumanie, il revient en France dans son club formateur le CS Louhans-Cuiseaux. Puis en 2012, il effectue un passage d'une saison à l'ASF Andrézieux avant de raccrocher les crampons en 2013.

### Carrière d'entraîneur
Le 21 septembre 2013, il devient l'entraineur du Royal White Star Woluwe FC mais se fait limoger, un peu plus de deux mois après, le 27 novembre.
En 2016, Lionel Bah prend la tête de l'équipe U19 de l'AS Saint-Priest qui évolue en première division régionale (R1). En 2018, Bah devient entraîneur de l'équipe première de l'ASSP. Le 17 Avril 2023, Bah est démis de ses fonctions après 5 ans à la tête de l'équipe fanion à cause des mauvais résultats de son équipe qui joue sa survie en National 2.
L'ivoirien signe ensuite avec l'AFC Compiègne en National 3 en Février 2024 après la démission de Bruno Luzi,. Engluée à la dernière place de sa poule, la formation compiégnoise a pour objectif de se maintenir. Après seulement dix rencontres avec le club nordiste, Bah quitte son poste en ayant échoué à maintenir l'équipe.
En Juin 2024, Lyon-La Duchère annonce l'arrivée de Lionel Bah comme nouvel entraîneur de l'équipe fanion qui évolue en National 3,. Il succède à Karim Bounouara.

## Palmarès
- Néant